# Teoria científica
Una teoria científica és una explicació d'un aspecte del món i l'univers natural que ha estat provat i corroborat repetidament d'acord amb el mètode científic, utilitzant protocols acceptats d'observació, mesura i avaluació dels resultats. Quan és possible, les teories es posen a prova en condicions controlades com a part d'un experiment. En circumstàncies no susceptibles de proves experimentals, les teories s'avaluen mitjançant els principis del raonament abductiu. Les teories científiques establertes han resistit un escrutini rigorós i encarnen el coneixement científic.
La majoria de les teories científiques més són una explicació científica d'un conjunt d'observacions o experiments. Una teoria científica està basada en hipòtesis o supòsits verificats per grups de científics (de vegades, un supòsit no resulta directament verificable, però sí la majoria de les seves conseqüències) a manera de punt de partida o axiomes que serveixen per fer deduccions. Freqüentment una teoria científica abasta diverses lleis científiques verificades i, de vegades, deduïbles dins de la mateixa teoria. Aquestes lleis passen a formar part dels supòsits i hipòtesis bàsiques de la teoria, que englobarà els coneixements acceptats per la comunitat científica del camp d'investigació i estarà acceptada per la majoria d'especialistes.
Una teoria científica difereix d'un fet científic o llei científica en què una teoria explica "per què" o "com": un fet és una observació senzilla i bàsica, mentre que una llei és una afirmació (sovint una equació matemàtica) sobre una relació entre fets. Per exemple, la llei de la gravetat de Newton és una equació matemàtica que es pot utilitzar per predir l'atracció entre cossos, però no és una teoria per explicar com funciona la gravetat. Stephen Jay Gould va escriure que "... els fets i les teories són coses diferents, no esglaons en una jerarquia de certesa creixent. Els fets són les dades del món. Les teories són estructures d'idees que expliquen i interpreten fets."
El significat del terme teoria científica (sovint escurçat com a teoria per a la brevetat) tal com s'utilitza en les disciplines de la ciència és significativament diferent de l'ús vernacular comú de la teoria. En el discurs quotidià, la teoria pot implicar una explicació que representa una conjectura no fonamentada i especulativa, mentre que en ciència descriu una explicació que s'ha provat i s'accepta àmpliament com a vàlida.
La força d'una teoria científica està relacionada amb la diversitat de fenòmens que pot explicar i la seva simplicitat. A mesura que es reuneix evidència científica addicional, una teoria científica es pot modificar i finalment rebutjar si no es pot fer que s'ajusti a les noves troballes; en aquestes circumstàncies, llavors cal una teoria més precisa. Algunes teories estan tan ben establertes que és improbable que mai es canviïn fonamentalment (per exemple, teories científiques com l'evolució, la teoria heliocèntrica, la teoria cel·lular, la teoria de la tectònica de plaques, la teoria germinal de la malaltia, etc.). En determinats casos, una teoria científica o llei científica que no s'ajusta a totes les dades encara pot ser útil (per la seva simplicitat) com a aproximació en condicions específiques. Un exemple són les lleis del moviment de Newton, que són una aproximació molt precisa de la relativitat especial a velocitats que són petites amb relació a la velocitat de la llum.
Les teories científiques són comprovables i fan prediccions falsificables. Descriuen les causes d'un fenomen natural particular i s'utilitzen per explicar i predir aspectes de l'univers físic o àrees específiques d'investigació (per exemple, electricitat, química i astronomia). Com passa amb altres formes de coneixement científic, les teories científiques són tant deductives com inductives, amb l'objectiu de poder predictiu i explicatiu. Els científics utilitzen les teories per ampliar el coneixement científic, així com per facilitar els avenços en tecnologia o medicina.

## Tipus
Albert Einstein va descriure dos tipus de teories científiques: les "teories constructives" i les "teories de principis". Les teories constructives són models constructius de fenòmens: per exemple, la teoria cinètica. Les teories de principis són generalitzacions empíriques com les lleis del moviment de Newton.

## Característiques

### Criteris essencials
Normalment, perquè qualsevol teoria sigui acceptada per la majoria d'acadèmics, hi ha un criteri senzill. El criteri essencial és que la teoria ha de ser observable i repetible. El criteri esmentat és fonamental per prevenir el frau i perpetuar la pròpia ciència.

Les plaques tectòniques del món es van cartografiar a la segona meitat del. La teoria de la tectònica de plaques explica amb èxit nombroses observacions sobre la Terra, inclosa la distribució de terratrèmols, muntanyes, continents i oceans.

La característica que defineix tot el coneixement científic, incloses les teories, és la capacitat de fer prediccions falsificables o comprovables. La rellevància i l'especificitat d'aquestes prediccions determinen la utilitat potencial de la teoria. Una teoria que no fa prediccions observables no és una teoria científica. Les prediccions que no prou específiques per ser provades tampoc són útils. En ambdós casos, el terme "teoria" no és aplicable.
Un conjunt de descripcions de coneixement es pot anomenar teoria si compleix els criteris següents:
- Fa prediccions falsables amb una precisió constant en una àmplia àrea d'investigació científica (com ara la mecànica).
- Està ben recolzat per moltes evidències independents, en lloc d'una única base.
- És coherent amb els resultats experimentals preexistents i almenys tan exacte en les seves prediccions com qualsevol teoria preexistent.

Aquestes qualitats són certament certes per a teories tan consolidades com la relativitat especial i general, la mecànica quàntica, la tectònica de plaques, la síntesi evolutiva moderna, etc.

### Altres criteris
A més, els científics prefereixen treballar amb una teoria que compleixi les qualitats següents:
- Pot ser sotmès a adaptacions menors per tal de tenir en compte noves dades que no s'ajusten perfectament, a mesura que es descobreixen, augmentant així la seva capacitat predictiva amb el temps.[13]
- Es troba entre les explicacions més parsimonioses, econòmiques en l'ús de les entitats proposades o passos explicatius segons la navalla d'Occam. Això es deu al fet que per a cada explicació acceptada d'un fenomen, pot haver-hi un nombre extremadament gran, potser fins i tot incomprensible, d'alternatives possibles i més complexes, perquè sempre es pot carregar les explicacions fallides amb hipòtesis ad hoc per evitar que siguin falsificades; per tant, les teories més simples són preferibles a les més complexes perquè són més comprovables.[14][15][16]

## Formació

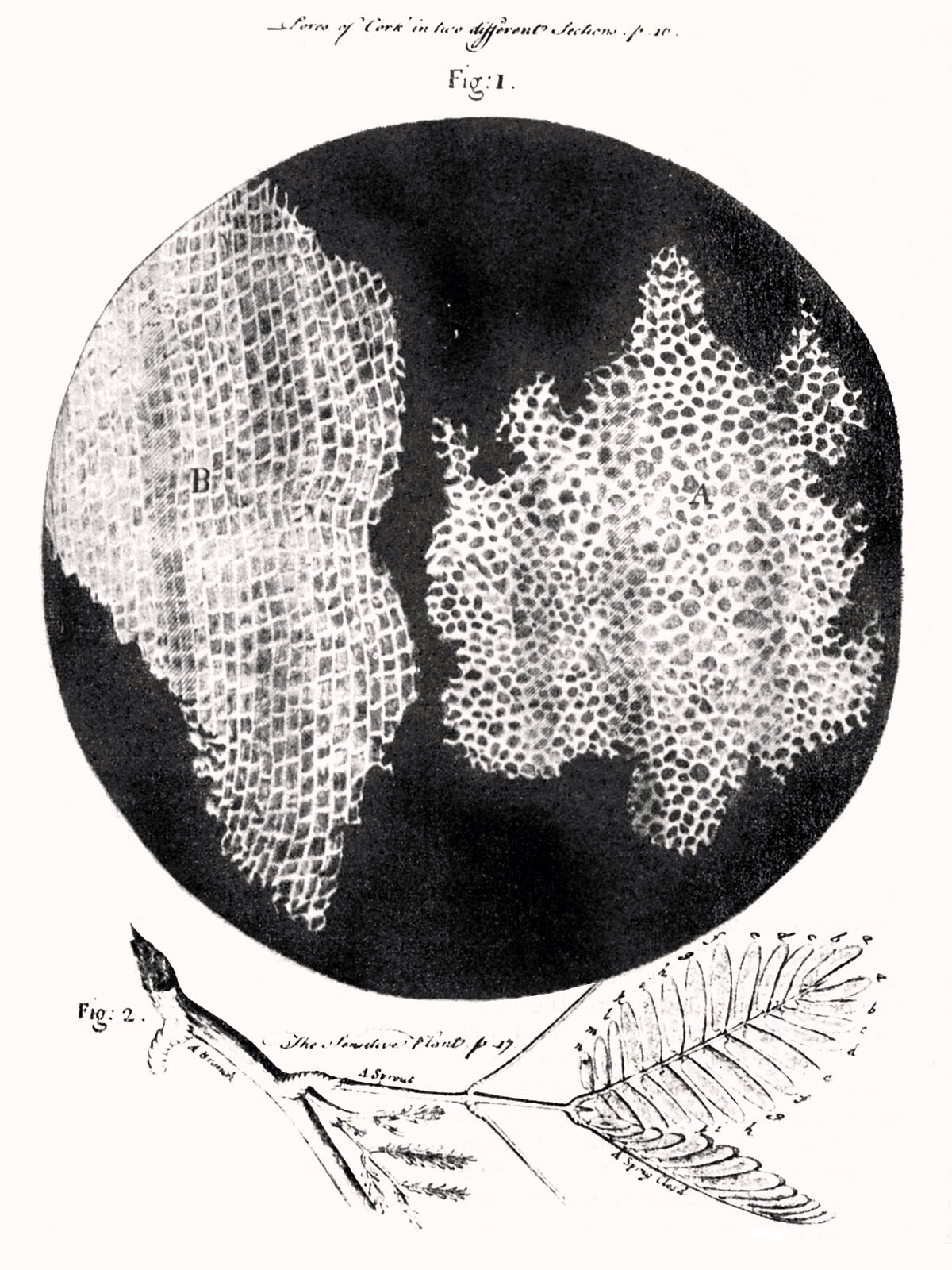
La primera observació de cèl·lules, feta per Robert Hooke, utilitzant un microscopi rudimentari. Això va conduir al desenvolupament de la teoria cel·lular.

El mètode científic consisteix en la proposta i prova d'hipòtesis, derivant prediccions a partir de les hipòtesis sobre els resultats d'experiments futurs, realitzant després aquests experiments per veure si les prediccions són vàlides. Això proporciona proves a favor o en contra de la hipòtesi. Quan s'han recollit prou resultats experimentals en una àrea particular d'investigació, els científics poden proposar un marc explicatiu que en tingui en compte tants com sigui possible. Aquesta explicació també es prova, i si compleix els criteris necessaris, aleshores l'explicació es converteix en una teoria. Això pot trigar molts anys, ja que pot ser difícil o complicat reunir proves suficients.
Un cop s'hagin complert tots els criteris, el consens científic donarà versemblança a la teoria com la millor explicació disponible d'almenys alguns fenòmens. Haurà fet prediccions de fenòmens que les teories anteriors no podien explicar o no podien predir amb precisió, i s'haurà resistit als intents de falsificació. La comunitat científica avalua la força de l'evidència i els experiments més importants hauran estat replicats per múltiples grups independents.
Les teories no han de ser perfectament precises per ser útils científicament. Per exemple, se sap que les prediccions fetes per la mecànica clàssica són inexactes en l'àmbit relativista, però són gairebé exactament correctes a les velocitats relativament baixes de l'experiència humana comuna. En química, hi ha moltes teories de la reacció àcid-base que proporcionen explicacions molt divergents de la naturalesa subjacent dels compostos àcids i bàsics, però són molt útils per predir el seu comportament químic. Com tot el coneixement de la ciència, cap teoria mai pot ser completament segura, ja que és possible que experiments futurs puguin entrar en conflicte amb les prediccions de la teoria. Tanmateix, les teories recolzades pel consens científic tenen el nivell de certesa més alt de qualsevol coneixement científic; per exemple, que tots els objectes estan subjectes a la gravetat o que la vida a la Terra va evolucionar a partir d'un avantpassat comú.
L'acceptació d'una teoria no requereix que es comprovin totes les seves prediccions principals, si ja està sostinguda per proves prou sòlides. Per exemple, certes proves poden ser inviables o tècnicament difícils. Com a resultat, les teories poden fer prediccions que encara no s'han confirmat o que s'han demostrat incorrectes; en aquest cas, els resultats previstos es poden descriure de manera informal amb el terme "teòric". Aquestes prediccions es poden provar més endavant, i si són incorrectes, això pot comportar la revisió o el rebuig de la teoria.

## Exemples
Tingueu en compte que molts camps d'investigació no tenen teories anomenades específiques, per exemple, la biologia del desenvolupament. El coneixement científic al marge d'una teoria anomenada encara pot tenir un alt nivell de certesa, depenent de la quantitat d'evidència que el recolzi. Tingueu en compte també que com que les teories treuen proves de molts camps, la categorització no és absoluta.
- Biologia: teoria cel·lular, teoria de l'evolució (síntesi evolutiva moderna), abiogènesi, teoria germinal, teoria de l'herència de partícules, teoria de l'herència dual, teoria de Young-Helmholtz, procés oponent, teoria de la cohesió-tensió
- Química: teoria de col·lisions, teoria cinètica dels gasos, teoria de Lewis, teoria molecular, teoria dels orbitals moleculars, teoria dels estats de transició, teoria de l'enllaç de valència
- Física: teoria atòmica, teoria del Big Bang, teoria del dinamo, teoria de la pertorbació, teoria de la relativitat (successora de la mecànica clàssica), teoria quàntica de camps
- Ciències de la Terra: teoria del canvi climàtic (de la climatologia),[18] teoria de la tectònica de plaques (de la geologia), teories de l'origen de la Lluna, teories per a la il·lusió de la Lluna
- Astronomia: sistema autogravitatiu, evolució estel·lar, model nebular solar, nucleosíntesi estel·lar